# 계림고등학교
계림고등학교(鷄林高等學校)는 대한민국 경상북도 경주시 황성동에 위치한 공립 고등학교이다.

## 학교 연혁
- 1984년 12월 29일 : 계림고등학교 설립인가(15학급)
- 1985년 3월 1일 : 초대 김종희 교장 취임
- 1985년 3월 5일 : 제1회 신입생 입학식 (신라중학교에서)
- 1995년 8월 31일 : 생활관(청람관) 준공(15실, 120명)
- 2009년 8월 17일 : 과학 수학 교과교실제 학교 지정(경북교육청)
- 2010년 6월 17일 : 과학중점학교 지정(교육과학기술부 지정)
- 2013년 12월 17일 : 다목적강당 화랑관 개관
- 2022년 3월 1일 : 제17대 남준모 교장 취임
- 2022년 12월 15일 : 인권교육 연구학교 지정(2023.03.01.~2025.02.28.)
- 2024년 2월 7일 : 제37회 졸업식(졸업생수 99명, 누계 6,917명)
- 2024년 3월 4일 : 2024학년도 입학식(입학생 117명)

## 참고 자료
- 계림고등학교 - 한국교육학술정보원 학교알리미